# Gingst
Gingst település Németországban, Mecklenburg-Elő-Pomeránia tartományban. Lakosainak száma 1308 fő (2023. december 31.).

## Népesség
A település népességének változása:
| Lakosok száma | 1296 | 1294 | 1231 | 1250 | 1308 |
|               | 2017 | 2019 | 2021 | 2022 | 2023 |